# Новокрасное (Астраханская область)
Новокра́сное — село в Володарском районе Астраханской области России, административный центр Новокрасинского сельсовета.

## География
Село расположено в 24 километрах на юго-запад от райцентра Володарского на реке Конной в дельте Волги. Расстояние до центра Астрахани по прямой составляет около 63 километров. Расстояние от северной окраины села до границы Республики Казахстан — 3 километра. Ближайший населённый пункт — село Новомаячное — расположен в 2 километрах на юго-восток от центра Новокрасного.
Часовой пояс
Новокрасное, как и вся Астраханская область, находится в часовой зоне МСК+1. Смещение применяемого времени относительно UTC составляет +4:00.

## Население
| 2002 | 2010 |
| ---- | ---- |
| 304  | ↘295 |

Национальный и гендерный состав
По данным Всероссийской переписи в 2010 году,  численность населения составляла  295 человек (146 мужчин, 149 женщин, 49,5 и 50,5 %% соответственно).
Согласно результатам переписи 2002 года, в национальной структуре населения русские составляют 71 %, казахи 29 % от общего численности в 303 жителя.
| Национальность | Численность (2010) | Процент |
| -------------- | ------------------ | ------- |
| Русские        | 193                | 67,2%   |
| Казахи         | 94                 | 32,8%   |
| Всего          | 287                | 100%    |

## Инфраструктура
В селе работают магазин, общеобразовательная школа, почтовое отделение.

### Транспорт
В селе находится автобусная остановка, действует один межрайонный маршрут, соединяющий Новокрасное с Астраханью через посёлок Володарский. На маршруте работают двенадцатиместные микроавтобусы. Из Астрахани в Новокрасное отправление дважды в день — в 10:00 и в 16:00. Дорога в одну сторону занимает 2 часа 17 минут.

## Люди, связанные с селом
- Тарков, Алексей Иванович — участник Великой Отечественной войны, уроженец Новокрасного[7].
- Шадрин, Адихан Измайлович — писатель, долгое время жил в Новокрасном и работал учителем физики и математики в местной школе[8].